# Acacia brachycarpa
Acacia brachycarpa é uma espécie de leguminosa do gênero Acacia, pertencente à família Fabaceae.